# Valle de Santa Ana
Valle de Santa Ana – gmina w Hiszpanii, w prowincji Badajoz, w Estramadurze, o powierzchni 3,73 km². W 2011 roku gmina liczyła 1181 mieszkańców.